# 西魏書
《西魏書》為一本紀傳體史書，共24卷，清代學者謝啟昆撰，記載的是南北朝時魏分東西後，北周宇文氏篡奪前短短二十二年的西魏歷史。后被宁波大学人文与传媒学院教授唐燮军进行了校正，以《西魏书校注》的书名再次出版《西魏书》。

## 成書經過
成書之因為魏收撰《魏書》，不載西魏，為補正魏收之闕，謝蘊山為此而纂錄此籍。除紀、傳、載記之外，有三表（封爵、大事、異域）、四考（紀象、儀製、地域、百官）。材料來源於正史及《通鑑》等。

## 目錄
1. 卷一 帝紀 - 孝武帝・文帝・廢帝・恭帝
2. 卷二 表第一 - 封爵
3. 卷三 表第二 - 大事
4. 卷四 表第三 - 異域
5. 卷五 考第一 - 紀象
6. 卷六 考第二 - 儀制
7. 卷七 考第三上 - 地域上
8. 卷八 考第三下 - 地域下
9. 卷九 考第四上 - 百官上
10. 卷十 考第四下 - 百官下
11. 卷十一 皇后列傳第一 - 孝武帝皇后高氏・文帝文皇后乙弗氏・文帝悼皇后郁久閭氏・廢帝皇后宇文氏・恭帝皇后若干氏
12. 卷十二 諸王列傳第二 - 扶風王孚（子端）・陳郡王元・北平王懋・濮陽王順（子偉）・洛平王最・魏郡王毗・馮翊王季海（子亨）・固道公羅・安昌王均（子則、矩）・順陽王仲景・博陵王暢（子敏）・魏興王融・儀陽王子孝・華山王紀・宋安王炎・廣陵王欣・潁川王斌之・東陽王榮・長湖公定（淮安王育等）・文七王・公主
13. 卷十三 宇文泰列傳第三上
14. 卷十四 宇文泰列傳第三下
15. 卷十五 斛斯長孫賈樊賀拔念列傳第四 - 斛斯椿・長孫冀歸（子子彥、紹遠、澄）・賈顯度・樊子鵠・賀拔勝・念賢
16. 卷十六 王二字文婁毛楊列傳第五 - 王羆・宇文顯和・宇文測・婁寶・毛遐・楊儉
17. 卷十七 董乙弗寇若干怡劉雷耿陸唐列傳第六 - 董紹・乙弗朗・寇洛・梁禦・若干惠・怡峰・劉亮・雷紹・耿豪・陸政・唐永
18. 卷十八 三王李宇文張令狐趙蔡徐裴叱檀列傳第七 - 王德・王盟・王子直・李虎・宇文導・張軌・令狐虯・趙肅・蔡襲・徐招・裴邃・叱列伏龜・檀翥
19. 卷十九 李韋郭沓乙速孩李柳宋列傳第八 - 李長壽（子延孫）・韋祐・郭炎・沓龍超・乙速孤佛保・李棠・柳檜・宋球
20. 卷二十 蘇綽列傳第九
21. 卷二十一 周辛蘇柳呂列傳第十 - 周惠達・辛慶之・蘇亮（弟湛、讓）・柳虬・呂思禮（崔騰）
22. 卷二十二 毛泉趙王列傳第十一 - 毛鴻賓（弟鴻顯）・泉企（子元禮、仲遵）・趙善
23. 卷二十三 楊乙弗李蔣檀特趙陳高列傳第十二 - 楊騰・乙弗繪・李順興・蔣昇・檀特師・孫道溫妻趙氏・孫神妻陳氏・高慎（鄭敬道等）
24. 卷二十四 善見蕭詧載記 - 元善見・蕭詧

## 外部連結
- 西魏書·影印古籍資料 （页面存档备份，存于）